# Gil Grant
Gil Grant est un scénariste et producteur de télévision américain,  créateur de quelques séries télévisées.

## Filmographie

### Comme producteur

#### Séries télévisées
- 1982-1983 : Matthew Star (The Powers of Matthew Star)
- 1987-1988 : Super Flics (The Oldest Rookie)
- 1990 : Hull High
- 1992 : Covington Cross (Covington Cross)
- 1994-1995 : Les McKenna (McKenna)
- 1996-1997 : Les Héros de Cap Canaveral (The Cape)
- 2001-2002 : Tracker (Tracker)
- 2002-2003 : 24 heures chrono (24)
- 2003-2006 : NCIS : Enquêtes spéciales (NCIS)
- 2007 : Painkiller Jane (Painkiller Jane)
- 2008 : American Wives (American Wives)
- 2009-2015 : NCIS : Los Angeles (NCIS: Los Angeles)
- 2011 : XIII, la série (XIII)
- 2016-2017 : Sun Records (Sun Records)

### Comme scénariste

#### Séries télévisées
- 1977-1978 : Opération Charme (Operation Petticoat)
- 1979 : The Hardy Boys/Nancy Drew Mysteries
- 1979-1981 : Huit, ça suffit ! (Eight is Enough)
- 1983 : Matthew Star (The Powers of Matthew Star)
- 1987 : Super Flics (The Oldest Rookie)
- 1990 : Hull High
- 1992 : Covington Cross
- 1994 : Les Mckenna (McKenna)
- 1996 : Les Héros de Cap Canaveral (The Cape)
- 1999-2002 : Sydney Fox, l'aventurière (Relic Hunter)
- 2001-2002 : Tracker (Tracker)
- 2002-2003 : 24 heures chrono (24)
- 2004 : Mutant X (Mutant X)
- 2004-2005 : NCIS : Enquêtes spéciales (NCIS)
- 2007 : Painkiller Jane (Painkiller Jane)
- 2009-2015 : NCIS : Los Angeles (NCIS: Los Angeles)
- 2011 : XIII, la série (XIII)
- 2016-2017 : Sun Records (Sun Records)

## Séries créées
- Super Flics
- Hull High
- Covington Cross
- Les McKenna
- Sydney Fox, l'aventurière
- Tracker
- Painkiller Jane